# S:t Johanneskyrkan, Göteborg

Sankt Johanneskyrkan är en kyrkobyggnad som sedan 1996 förvaltas av Göteborgs kyrkliga stadsmission. Den ligger i stadsdelen Stigberget i Göteborgs kommun.

## Historia
Oscar Ekman tog initiativet, då han den 1 oktober 1862 - som en födelsedagsgåva till domprosten Peter Wieselgren - överlämnade grundplåten till en kyrka, som skulle ställas till domprostens förfogande för andlig verksamhet i Masthugget. Folket där hade ingen kyrka att besöka. Domkyrkans platser var abonnerade och Carl Johans kyrka tillhörde en annan församling. Kyrkan var tänkt för hamnens och sjöfartens arbetare och en grundläggande bestämmelse var från början, att kyrkan skulle ha fria bänkrum, där både fattig och rik skulle ha lika rätt. Kyrkan uppfördes i Majornas 5:te rote på Stigbergets norra sluttning. Det första sammanträdet med stiftarna hölls i det Carlgrenska skolhuset vid Stigbergstorget på Gustav Adolfsdagen, den 6 november 1862, då en byggnadskommitté tillsattes. Vid invigningen den 8 juli 1866 talade Wieselgren över Konungaboken 8: 22—53 och slutade sitt tal med orden: "Måtte det skarpa tveäggade svärdet här få gå igenom många själar, så att Herren må få skapa nya människor, som kunna lova och prisa Honom!" 
Efter Wieselgrens död uppstod önskemål om gudstjänster och själavård för sjömän från Sverige, Norge, Danmark och Finland, vilket ledde till att Sankt Johanneskyrkan 1878 blev en sjömanskyrka. Göteborgs sjömanshus startades 1753, och från 1854 höll man till i fastigheten Stigbergsliden 8. Den blev därför en "fri" kyrka utan territoriell församling, utan pastorsexpedition, utan medlemskap och ekonomiskt oberoende av den kyrkliga förvaltningen. Detta medförde att man i Sankt Johannes mötte en friare och mera okonventionell förkunnelse än i den traditionella västsvenska kyrkligheten.

### Församlingskyrka
Samtidigt som Johanneskyrkan tjänade som sjömanskyrka, var den också från 1883 (genom den nya territorialindelningen) församlingskyrka i den folkrika Masthuggs församling ända tills Oscar Fredriks kyrka invigdes 1893. Masthuggsförsamlingen hade 26 763 invånare år 1890. År 1898 anlades en ny trappa upp till kyrkan, till en kostnad av 1 158 kronor.

### Pionjärverksamhet
Många initiativ kom under åren från Sankt Johannes: 1904 den första ungdomsföreningen i kyrklig regi, 1914 Sankt Johanneskyrkans ungdomskrets, med särskild tonvikt på arbetet bland sjöfolket, från 1930-talet medverkade skolungdom och studenter i gudstjänster och andakter. På slutet av 1940-talet växte bibelstudieverksamhet fram och kyrkan var även pionjär för de första kyrkospelen i Göteborg.     

### Stiftelsen SjömanskyrkanochGöteborgs kyrkliga stadsmission
År 1975 gick Sankt Johanneskyrkan och Sjömansgården samman och bildade Stiftelsen Sjömanskyrkan i Göteborg. Kyrkan överläts 1985 av stiftelsen till Göteborgs kyrkliga samfällighet. Den hyrdes därefter ut till olika kristna församlingar i Göteborg och användes exempelvis av Masthuggets skolor för terminsavslutningar vid jul. Sedan 1996 hör kyrkan till Göteborgs kyrkliga stadsmission och är därmed en av mycket få kyrkor byggda av Svenska kyrkan, som övertagits av en privat organisation.

## Kyrkobyggnaden
Kyrkan, som de första åren även gick under namnet Masthuggskyrka, är uppförd i rött tegel i nygotisk stil. Den uppfördes 1866 under ledning av byggmästare August Krüger efter ritningar utförda av  Johan August Westerberg. Den har ett utbyggt, femsidigt kor, tvärhus och en tornbyggnad vid det nordvästra hörnet, som ursprungligen var försedd med gjutjärnsdetaljer. Interiören har en öppen takstol med läktare på tre sidor. 

## Inventarier
- Altarprydnaden är en replik i marmor av Bertel Thorvaldsens Kristus.
- Kortaket har en målning utförd 1922 av Albert Eldh.
- I korfönstren uppsattes 1967 sex glasmålningar av konstnären Joël Mila.